# Геологія Австралії

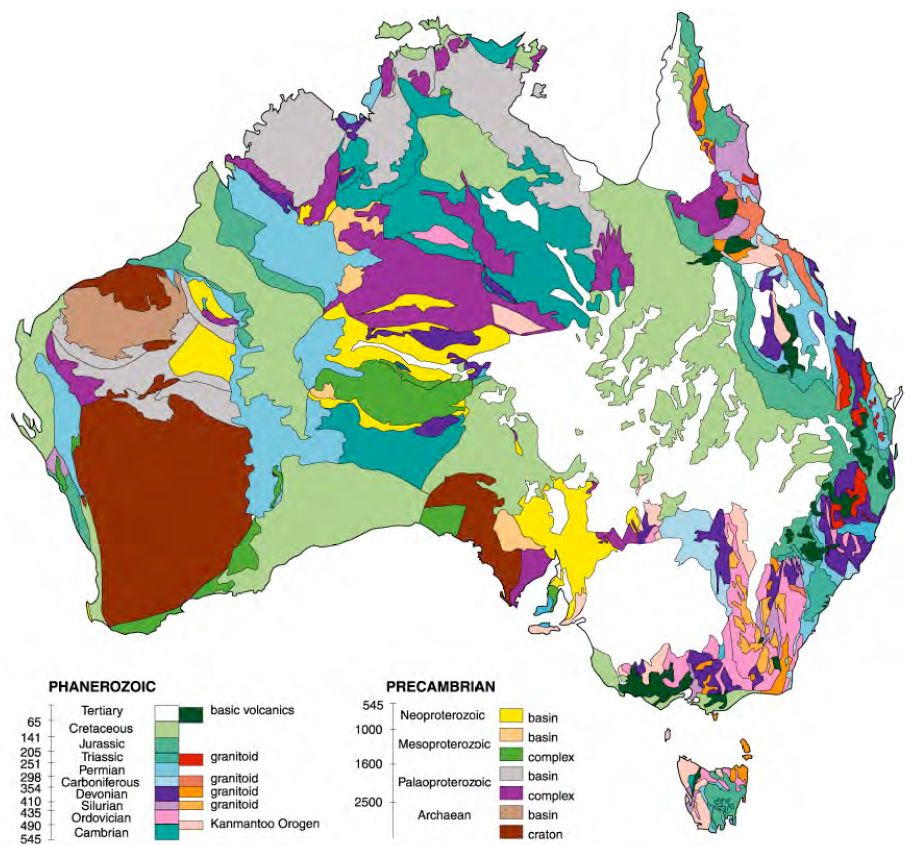
Основні геологічні регіони Австралії

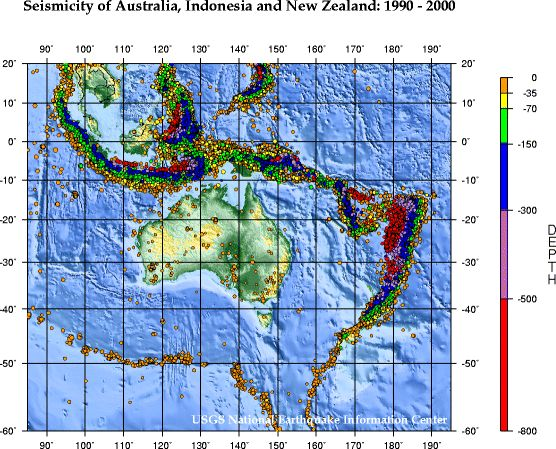
Сейсмічна карта Австралії

## Геологічна будова Австралії
Австралія розташована на древній платформі, обмеженій на сході Герцинською складчастою областю — Тасманською геосинкліналлю, або Тасманським поясом палеозойської складчастості. В західній частині платформи в межах двох великих щитів (Їлгарн і Пілбара) та декількох розрізнених виступів (Голер, Масгрейв, Аранта і ін.) оголюється архейський кристалічний фундамент. До його складу входять найдавніші граніто-гнейсові і ґранулітові комплекси, вік яких оцінюється у 2700-3400 млн років, а також менш метаморфізовані комплекси зелено-кам'яних поясів (вік від 3300 до 2600 млн років). Останні представлені основними і ультраосновними метавулканітами, метаосадовими та перешарованими породами — залізистими кварцитами, ґраувакками, крем'янистими породами. Фундамент східної частини платформи складений метаморфізованими вулканогенно-осадовими утвореннями нижнього протерозою (райони Джорджтаун і ін.), з якими пов'язана колчеданна свинцево-цинкова мінералізація (район Брокен-Гілл). До гранітних комплексів щитів і виступів фундаменту платформи приурочені родовища руд літію, танталу, ніобію, берилію та ін. рідкісних металів, а також дорогоцінних каменів. З докембрійських утворень найбільше мінералогенне значення мають верхньоархейські серії зеленокам'яних поясів Західної Австралії з метабазальтами і діабазами яких пов'язані родовища руд золота, гіпербазитами — сульфідні нікелеві родовища, а також родовища титаномагнетитових ванадієвих руд, хризотилового та амфіболового азбестів. На кристалічному фундаменті залягають осадові та вулканогенні комплекси чохла.
У Західній Австралії найдавніші горизонти чохла належать до нижнього протерозою і представлені пісковиками, що перешаровуються з базальтами, залізисто-кременистими породами (до них приурочені найбільші родовища залізних руд — басейн Хамерслі), доломітами і кислими ефузивами.
На півночі країни нижньопротерозойські теригенні товщі чохла переходять в осадові формації міогеосинклінальних прогинів Пайн-Крік (з яким пов'язані уранові стратиформні родовища), Теннант-Крік та ін., що перекриваються теригенними формаціями та кислими вулкано-плутомічними комплексами. Верхньопротерозойські та палеозойські горизонти чохла представлені теригенними глинисто-карбонатними відкладами, що наповнюють синеклізи Карнарвон, Каннінг та прогини Амадієс, Мак-Артур, Джорджина та ін. У цих відкладах відомі горизонти фосфоритів, гіпсу, кам'яної солі, родовища марганцевих руд, стратиформні поліметалічні родовища.
У Південній Австралії аналогічні товщі складають складчасту систему Аделаїда, витягнуту в меридіональному напрямку. Мезозойські і кайнозойські товщі платформного чохла представлені переважно піщано-глинистими, часто вугленосними відкладами; лише в Пертському ґрабені в західній частині континенту крім них відомі морські відклади тріасу і крейди.
Східна частина Австралійської платформи і зона зчленування її з Тасманським поясом палеозойської складчастості перекриті мезокайнозойським чохлом, який заповнює западину внутрішнього Східно-Австралійського басейну (Великий Артезіанський басейн). Велику частину Тасманського поясу займає Лакланська складчаста система. Комплекс основи Тасманської геосинкліналі оголюється в декількох ізольованих блоках і складається з гнейсів та кварцитів нижнього протерозою (район Джорджтаун) або верхньопротерозойсько-нижньопалеозойських кристалічних сланців (район Брисбен).
В межах Лакланської системи поширені потужні геосинклінальні формації нижнього та середнього палеозою — кембрійські офіоліти, конґломерати, пісковики і філіти, карбонатні породи ордовика і силура, нижньо- та середньодевонські товщі теригенних порід, покриті ефузивами і туфами. Складчастість в кінці середнього девону тут супроводжувалася потужними проявами магматизму. З відкладами середнього девону пов'язані родовища руд олова, вольфраму, молібдену, бісмуту, міді, свинцю і цинку. Континентальні червоноколірні відкладення і кислі вулканогенні товщі верхнього девону, карбону та пермі наповнюють окремі ґрабени та орогенні западини. В складчастій системі Нової Англії на породах комплексу основи залягають потужні ґрауваккові товщі з прошарками спілітів, кератофірів, андезитів та лінзами органогенних вапняків девонського періоду. Відклади карбону представлені піщано-алевролітовими товщами, які містять прошарки вапняків, кременистих сланців і конґломератів; пермо-тріасові відклади — горизонтами вулканогенних порід кислого і лужного складів (з якими пов'язані золото-мідні, олов'яно-вольфрамові, молібдено-бісмутові жильні родовища), а також морськими і континентальними вугленосними піщано-глинистими товщами, які наповнюють ґрабени та прогини (найбільші Боуенський і Сіднейський).
Складчаста область східної Австралії і Тасманії в кайнозойський період була захоплена процесами вулканізму, внаслідок чого сформувалася серія базальтових плато, що утворюють пояс від Квінсленду до Тасманії. У складі вулканічних товщ, крім базальтів, присутні лужні породи. В післякрейдовий період на континенті йшов інтенсивний розвиток кори вивітрювання, часто латеритного типу — з нею пов'язані родовища бокситів, нікелевих силікатних та уранових руд. Відбувалося формування прибережно-морських пляжів, у відкладах яких розвинені родовища важких пісків, збагачених цирконом, монацитом, ільменітом, рутилом.

## Геологічна історія Австралії
Протягом більшої частини геологічної історії Австралія разом з Південною Америкою, Африкою, Антарктидою і Індією входила до склад великого протоматерика Гондвана. Біля 160 млн. років тому Гондвана розкололася на частини, і її фрагменти стали материками. 
Західну частину Австралійського материка складає один з шести древніх стабільних щитів Землі, що сформувався в кінці докембрію (понад 570 млн. років тому). Тут представлені вивержені і метаморфічні породи докембрійського віку, частково перекриті більш молодими пісковиками, сланцями і вапняками. У кінці докембрію на східній околиці щита утворився довгий прогин - Аделаїдська геосинкліналь, згодом заповнений осадами раннього палеозою. У докембрії відбулося відкладення золотоносних, уранових, марганцевих, залізних і інших руд. На початку палеозою (570-225 млн. років тому) на місці Аделаїдської геосинкліналі утворився ланцюг гір - ядро сучасного хребта Фліндерс, а на місці гір Східної Австралії сформувалася Тасманська геосинкліналь. У цьому прогині в палеозої нагромаджувалися потужні товщі різних осадків, хоч седиментація часом уривалася локальним гороутворення, що супроводжувалося вулканізмом. Деякі частини щита іноді також зазнавали морських трансгресій. Протягом пермського періоду (280-225 млн. років тому) нагромадилися потужні пласти вугілля в басейнах Боуен і Сідней та утворилося більшість рудних родовищ золота, олова, срібла, свинцю і міді Східної Австралії. Протягом мезозою (225-65 млн. років) на місці палеозойських морських басейнів піднялися гори Східної Австралії. Між цією піднесеною сушею на сході і щитом на заході - там, де зараз розташовуються Центральні низовини, - існувала широка морська протока, в яку відклалися товщі перешарованих пісковиків і сланців. Незначне підняття в юрському періоді (190-135 млн. років) привело до створення ряду таких відособлених басейнів, - таких як Карпентарія, Великого Артезіанського, Муррейського і Гіпсленд. У крейдовий період (135-65 млн. років) ці низовини і деякі частини щита були затоплені мілководними морськими басейнами. Товщі пісковиків, що нагромадилися в мезозойську еру стали водоносними горизонтами Великого Артезіанського Басейну, а в інших районах колекторами нафти і природного газу; тоді ж утворилися пласти бітумінозного вугілля в басейнах на сході материка. У кайнозої (останні 65 млн. років) оформилися основні контури материка, хоч Центральні низовини залишалися частково затопленими морем до кінця палеогену (біля 25 млн. років). У цей час відбувалися виверження вулканів, що розташовувалися ланцюгом від Бассової протоки до північного Квінсленда, і в результаті величезна маса базальтової лави вилилася на значній частині Східної Австралії. Внаслідок невеликого підняття в кінці палеогену розвиток морських трансгресій на материку припинився, і він мав зв'язок з Новою Гвінеєю та Тасманією. Подальші зміни земної поверхні в неогені зумовили нинішній вигляд материка. На території штату Вікторія і на сході штату Квінсленд сталися виливи базальтів, деякі вияви вулканічної активності продовжувалися і в четвертинному періоді, що почався бл. 1,8 млн. років тому. 
Географію материка в останній період визначали коливання рівня Світового океану, зумовлені змінами об'єму льодовикових покривал в інших частинах світу. Інколи рівень океану знижувався настільки, що встановлювалися сухопутні мости між Австралією, Новою Гвінеєю і Тасманією. Сучасного стану було досягнуто бл. 5000-6000 років тому. У четвертинному періоді утворився найбільший в світі Великий Бар'єрний риф, що тягнеться на 2000 км з півночі на південь від мису Йорк вздовж східного берега Квінсленда. Родовища бурого вугілля південно-східної Вікторії і могутні поклади бокситів утворилися в третинному періоді.

## Природні райони Австралії
Внаслідок геологічного розвитку Австралія виявилася чітко розділеною на три відмінних фізико-географічних райони. Більше половини площі материка займає Західне плато з рівною поверхнею, складеною переважно древніми ґранітними і метаморфічними гірськими породах. Гори Східної Австралії, що займають 1/6 площі материка, відрізняються найбільш різноманітним і перетненим рельєфом. Між цими двома районами знаходяться Центральні низовини — широкий відкритий коридор площею близько 2,6 млн км², що тягнеться від затоки Карпентарія до затоки Спенсер. 
Західне плато, іноді зване Австралійським щитом, включає всю Західну Австралію, майже всю Північну територію і більше половини Південної Австралії. Рельєф визначають пустелі і солоні озера, химерні скелі і погорби, а також безліч копалень. Загальна риса рельєфу — монотонність, що є результатом тривалого вивітрювання і ерозії. Велика частина плато розташована на висотах 300-900 м над рівнем моря, і багато які вершини являють собою ізольовані останці, залишки денудаційних товщ. Найвища точка — г. Зіл (1510 м) в горах Макдоннелл. Прибережні рівнини переривисті і зазвичай неширокі. Численні озера, які показані на картах, як правило, — сухі солончаки або глинисті кірки, центри внутрішніх водозбірних басейнів. Більшість рік, навіть приурочених до околиць материка, пересихає і відрізняється значними сезонними коливаннями стоку. Внутрішня частина району — переважно рівна або слабко-хвиляста поверхня, що зрідка уривається скелястими хребтами і останцями. Виділяються чотири найпустельніші райони: Велика Піщана пустеля, пустеля Танамі, пустеля Гібсона і Велика пустеля Вікторія. Там простежуються тисячі паралельних гряд червоного піску висотою 9-15 м і протяжністю до 160 км. Найпомітніші форми рельєфу у внутрішній частині району — гори Макдоннелл в окрузі Аліс-Спрінгс і гори Масгрейв на кордоні Північної території і Південній Австралії. На більшій частині Західного плато рослинність розріджена і складається переважно із злаків, деревовидних акацій і пустельних чагарників; після дощу на нетривалий час буяє трав'яниста рослинність. Південна околиця плато — рівнина Налларбор, складена потужними товщами майже горизонтально залеглих морських вапняків потужністю до 245 м. Круті, часто прямовисні уступи вапняків відносною висотою до 60 м починаються біля мису Фаулера в Південній Австралії і тягнуться на заходу більш ніж на 965 км. Ця рівнина простягається вглиб материка на 240 км, поступово підвищуючись майже до 300 м. Плоский характер поверхні рівнини Налларбор простежується вздовж майже ідеально прямої траси трансконтинентальної залізниці. У цьому районі випадає всього 200 мм осадів на рік, які легко просочуються у вапняки. Озера і поверхневий стік відсутні, однак завдяки підземному стоку у вапняках утворилися химерні лабіринти печер і підземних галерей. Рівнина Налларбор — один з найпустельніших кутків материка. Розташоване в межах Північної території плато Барклі площею 129,5 тис. км² — ще одне пласке утворення, принаймні місцями, що підстилається вапняками. Фактично це широка відкрита полого-хвиляста рівнина із сер. висотою 260 м. За рік тут випадає близько 380 мм осадів. Цього досить для існування природних пасовищ — основи екстенсивного фермерського тваринницького господарства. Найбільш розчленованим рельєфом в межах Австралійського щита відрізняється область Кімберлі на півночі Західної Австралії, де високі хребти, інтенсивно зім'яті в складки, отримують понад 750 мм осадів на рік. Півострів Арнем-Ленд (Північна територія), що являє собою піднятий блок, розбитий незвичайно довгими і випрямленими тріщинами, також сильно розчленований, хоч велика його частина розташована на висотах менше 300 м. Рослинність в обох районах — евкаліптові ліси, що перемежаються з саванами. На Західному плато розташовані два райони, що мають важливе економічне значення. Південно-західна околиця — єдина частина щита, де клімат і ґрунти сприяють розвитку сільського господарства. Тут розводять вівці і вирощують пшеницю, фрукти, виноград і овочі. Пілбара, розташована віддалік від прибережних поселень Дампір і Гедленд — піднесена сильно розчленована частина плато з середніми висотами близько 750 м. Тут зосереджені величезні запаси високоякісного залізняку. 
Гори Східної Австралії. Вздовж східного берега Австралії від мису Йорк до центральної Вікторії і далі до Тасманії включно тягнеться піднесена смуга шириною 80-445 км і площею 1295 тис. км². Традиційна назва — Великий Вододільний хребет. Саме в цьому районі розташований головний вододіл материка, що має субмеридіональне простягання, в багатьох місцях він слабо виражений у рельєфі. За винятком півострова Кейп-Йорк, корінні породи району утворилися з осадів Тасманської геосинкліналі в інтервалі від раннього палеозою до крейди перекритих потужними вулканічними товщами. У межах гір Східної Австралії висоти сильно коливаються і досягають найменших величин на прибережній рівнині, яка безперервно обрамовує східне і південно-східне узережжя. Ширина цих рівнин всюди, крім приустьових діляник рік, не перевищує 16 км. Часті невисокі горби з крутими, зверненими у бік моря схилами, є зони горбів шириною в декілька кілометрів. Відроги підступають близько до берега Тихого океану, закінчуючись обривистими мисами. На півночі найвищі точки знаходяться на східному краю плато Атертон, де вершина Бартл-Фрір досягає 1622 м. Однак південніше аж до Брисбена дуже мало висот понад 600 м над р. м., середні височини — до 300 м. Висоти знову збільшуються до 1500 м у хребті Нью-Інґленд і до 750 м в Блакитних горах, а в Сніжних горах досягають 2228 м — найвищої на материку. У горах Східної Австралії дві системи стоку, що розрізнюються між собою. Більшість рік, що течуть до океану, мають постійний стік. На південь від Тувумби на протилежному схилі гір ріки, що течуть на захід, утворюють частину найбільшого на материку водозбірного басейну Муррею і Дарлінгу. Вони починаються менш ніж в 160 км від східного берега, і багато які з них мають постійну течію лише у верхів'ях. На півострові Кейп-Йорк, найпівнічнішій частині гірського району Східної Австралії, вододіл розташований на відстані 25-30 км від східного берега на абсолютних висотах 500-600 м. Рослинність — головним чином евкаліптові ліси, що перемежаються густими вологими тропічними лісами. Найпівнічніша вирівнена поверхня гірського району — плато Атертон площею 31 тис. км², підноситься на захід від Кернса. Перехід від поверхні плато з висотами 900-1200 м до тропічної прибережної рівнини характеризується крутими схилами. Вітри з океану приносять у цей район багато опадів. Тут розвинені родючі вулканічні ґрунти, на яких раніше росли густі вологі ліси. Зараз збереглися тільки ділянки лісів з цінних листяних порід. Однак велика їх частина вирубана, і поверхня плато оброблена. Південніше за плато Атертон вододіл відхиляється в глибінь материка, але його середні висоти складають всього близько 600 м аж до району Хьюендену, де рельєф вирівнюється. Потім на відстані понад 800 км вододіл найдалі відходить від східного берега Австралії (більш ніж на 400 км). У басейні Боуен сконцентровані великі запаси коксівного вугілля. На західу від Тувумби в межах полого-горбистого р-ну Дарлінг-Даунс поширені родючі вулканічні ґрунти. Це найрозвиненіший сільськогосподарський район Квінсленду. Протягом 525 км між Тувумбою і долиною р. Хантер — смуга гір Східної Австралії розширюється і їх висота зростає. Тут розташоване плато Нью-Інґленд (площа близько 41,4 тис. км²) — найбільше і найрозчленованіше плато в гірській смузі. Горбиста поверхня місцями підіймається до 1600 м над р. м. В межах плато вододіл відстоїть на 70-130 км від східного берега. Тут велика частина первинних евкаліптових лісів і лугів розчищена під пасовища. Блакитні гори з крутими східними схилами підносяться над прибережною рівниною Камберленд, що на захід від Сіднея. Під впливом ерозії рік Шолхейвен і Хоксбері утворилися живописні ущелини і водоспади. Цей район, поки ще значною мірою покритий густими евкаліптовими лісами, має важливе рекреаційне значення. Основна частина гір висотою 1200-1350 м над р. м. віддалена на 160 км від берега і сконцентрована навколо м. Батерст, яке займає широку улоговину. Південніше більш низькі гори зосереджені навколо м. Гоулберн. Канберра розташована на південній околиці горбистого плато, велика частина якого використовується під пасовища. Найвища частина гір Східної Австралії утворює дугу протяжністю 290 км на півдні і південному заході від Канберри. Цей район називається Австралійськими Альпами, хоча його найвищі вершини, підіймаються на 1850 м. За походженням — це останці древніх споруд, які підносяться над сильно розчленованим плато. Сніжні гори — єдиний район материка, де щорічно бувають значні снігопади. Тут знаходиться система гідроспоруд Сніжних гір, яка постачає воду для вироблення енергії і зрошування долин Муррея і Маррамбіджі. Верхній кордон лісу тут досягає 1850 м над р. м., вище — альпійські луки. На південь від основної смуги гір в шт. Вікторія розташована область Гіпсленд — сильно розчленована зона передгір'їв. У Вікторії смуга гір протягається зі сходу на захід майже до самого кордону зі шт. Південна Австралія, причому висоти скрізь складають близько 900 м. Це процвітаючий сільськогосподарський район. 
Тасманія нарівні з великими островами у Бассовій протоці являє собою продовження смуги гір Східної Австралії. Це горбисте плато з середніми висотами 900-1200 м, окремі вершини — 1050-1600 м. Є декілька великих неглибоких озер і безліч невеликих. Центральне плато оточене розчленованими місцевостями, прорізаними ріками, які беруть початок у внутрішніх районах; окремі південно-західні дільниці майже не досліджені. 
Центральні низовини займають 1/3 всієї площі Австралії. Вони створюють широкий відкритий коридор між горами Східної Австралії і Західним плато. У структурному відношенні це система западин, виконаних осадовими товщами, які перекривають глибоко навантажені кристалічні породи фундаменту. Вздовж периферії низовин, а місцями і в межах самих низовин знаходяться хребти Маунт-Лофті, Фліндерс і Великий Вододільний. Це залишки древніх гірських споруд, навколо яких відкладалися більш молоді осадки. Рельєф рівний, максимальні висоти — до 150-300 м. Відчутний дефіцит опадів. Територія площею біля 10,4 тис. км² навколо озера Ейр, включаючи саме озеро, розташована нижче за рівень моря. Поверхня низовини переважно монотонна і слабко-хвиляста; над нею на декілька десятків метрів підіймаються тільки плосковершинні і ерозійні останці з крутими схилами. Невисокі вододіли розділяють низовини на три басейни.